# Жан Батист Мартіньяк
Жан Батист Сільвер Гі, віконт де Мартіньяк (фр. Jean-Baptiste Sylvère Gay, vicomte de Martignac; 20 червня 1778 — 3 квітня 1832) — французький політичний діяч.

## Біографія
Адвокат за професією; під час Першої імперії був відомий як гарячий рояліст, після Реставрації призначений генеральним прокурором. У 1821 році обраний в палату депутатів, де виділився ораторським талантом і набув популярності своїм особистим благородством. Після падіння міністерства Віллеля, Мартіньяк, в січні 1828 року, став на чолі кабінету, в якому отримав портфель внутрішніх справ; провів новий закон про пресу, яким скасовувалася вимога попереднього дозволу для журналів і зм'якшувалися цензурні строгості; наполіг на виданні ордонанса, вилучив значне число навчальних закладів з ведення ордена єзуїтів; провів закон про щорічний перегляд виборчих списків, що послабив урядовий тиск на виборах. 
У своїй діяльності міністерство Мартіньяка виходило з переконання, що «щастя Франції лежить у щирому союзі між королівським авторитетом і вільностями, освяченими хартією». Портфель міністра фінансів Мартіньяк віддав Антуану Руа. Однак, крайня помірність Мартіньяка не задовольняла ліву сторону, а його лібералізм був ненависний королю і крайнім роялістам. Король вів проти нього інтригу спершу з Віллелєм, який таємно прибував до нього в палац для переговорів, потім з Поліньяком; у країні було мовби два взаємно ворожих уряди. 
Після 20-місячного управління міністерство Мартіньяка впало під ударами, майстерно організованими коаліцією правих і лівих, через два законопроєкти про реформу департаментської і общинної адміністрації, в сенсі більшої децентралізації управління (серпень 1829). Місце його зайняло реакційне міністерство Поліньяка, який швидко довів монархію до краху. У 1830 році Мартіньяк, на прохання свого недавнього ворога, Поліньяка, з повною готовністю прийняв на себе його захист у процесі міністрів Карла Х і провів її з чудовою силою красномовства, сміливістю і благородством. 
Після смерті Мартіньяка вийшов його «Essai historique sur la revolution d'Espagne et sur l'intervention de 1823».